# فاليا سامفيليان
فاليا سامفيليان (12 أغسطس 1937 – 3 ديسمير 1990) مطربة شعبية أرمينية.

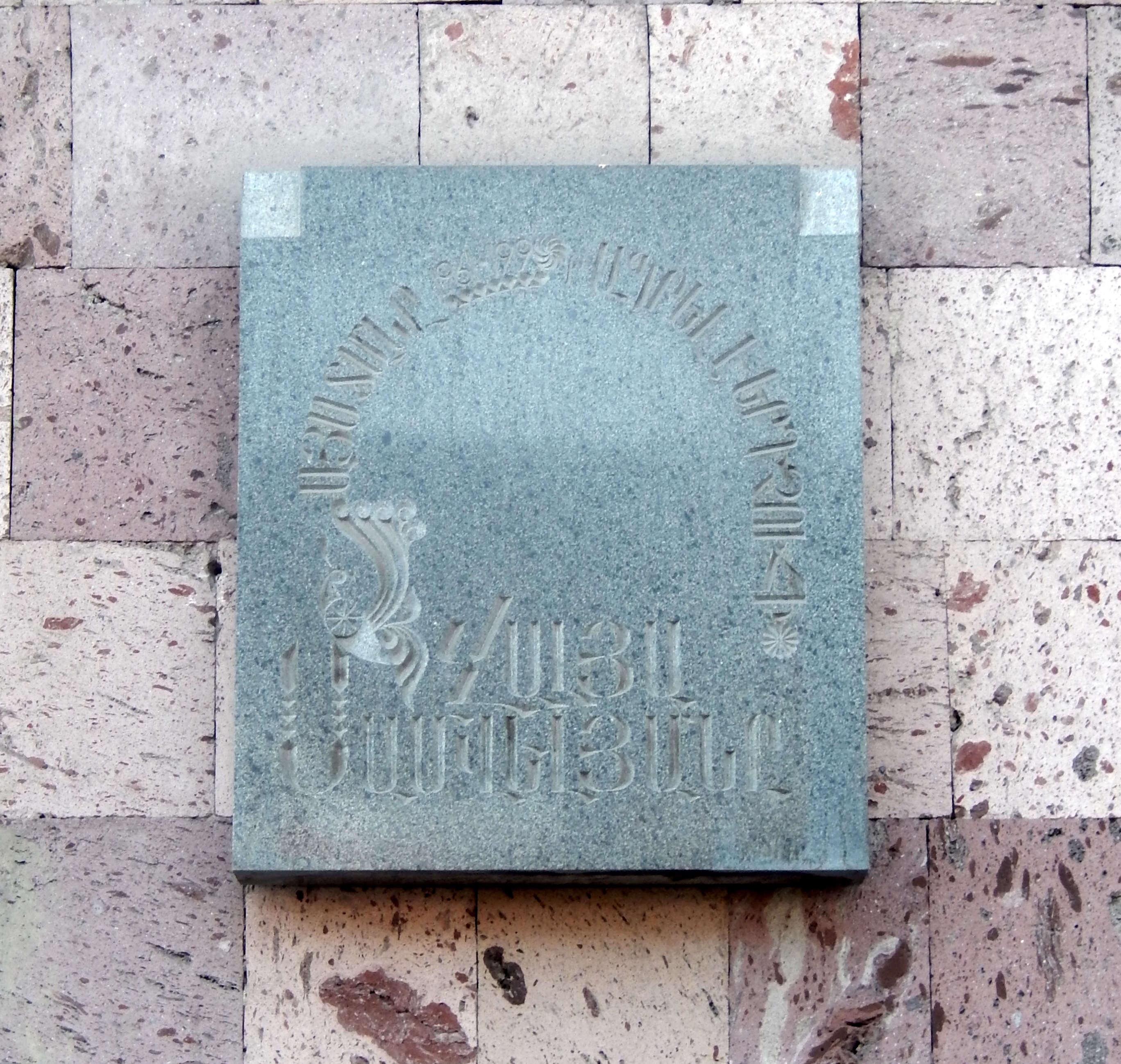

بدأت مسيرتها الفنية عبر أداء الهواة السوفيتي (نشاط خاص)، ثم فازت بمنافسة راديو يريفان وأصبحت مغنية فردية لمجموعة الأدوات الشعبية لراديو أرمينيا.
تمثل أغنية "Anushik Im Quyrik" ، "Antsar Aygus Nayelov"، "Zov Gisher" و "Shorora" الأكثر شهرة على حد تأويلها من قِبل سافات نوف، شيرام، ألكس إكيميان، وأخرين.
يعد ابنها أرا جيفورجيان منتج ألبوم ( تركتيني وحيدا) و (أختي الحلوة) اللائي تم إصدارهما بعد وفاتها.

## وصلات خارجية
فاليا سامفيليان